# Distichophyllum capillatum
Distichophyllum capillatum är en bladmossart som beskrevs av Mitten 1882. Distichophyllum capillatum ingår i släktet Distichophyllum och familjen Hookeriaceae. Inga underarter finns listade i Catalogue of Life.